# Volvo 142

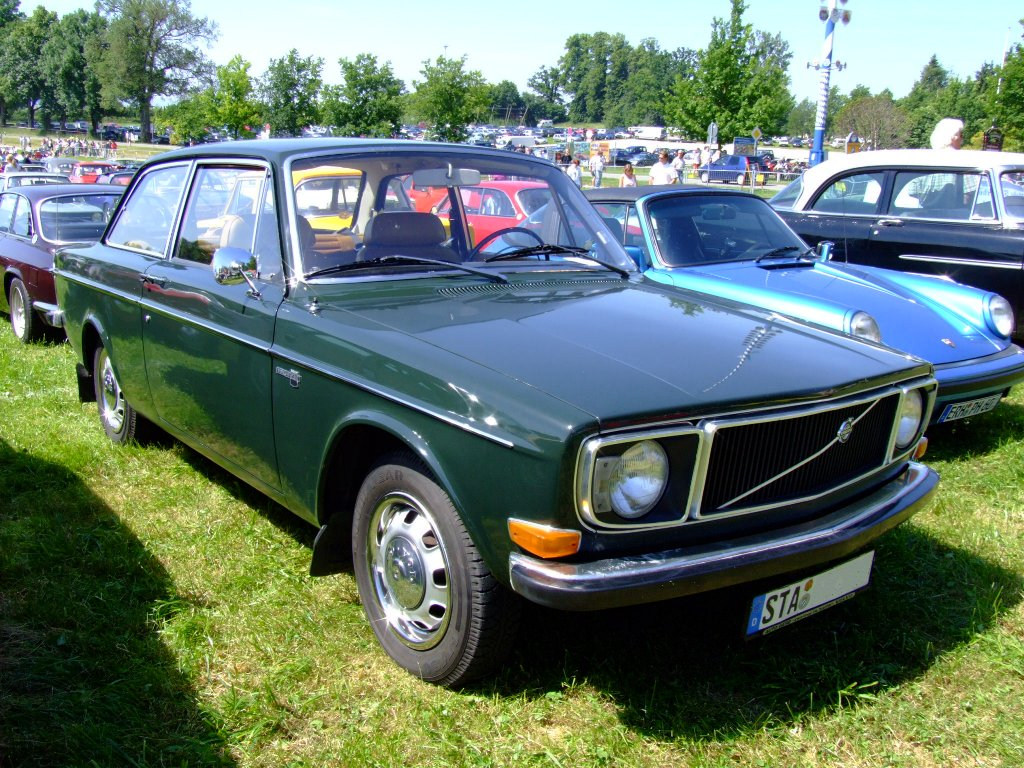
Volvo 142 de 1971, versión coupé.

El Volvo 142 es un automóvil de la serie Volvo 140, una serie de segmento D, producido por el fabricante sueco Volvo a mediados del verano de 1967. Fue creado del prototipo Volvo 144. Es un sedan de 3 puertas que pretendía competir con los altas gama de BMW y Mercedes Benz. La sucesión de la serie 140 fue la serie Volvo 240, su predecesor fue el Volvo Amazon.